# Фелодипін
Фелодипін — синтетичний препарат, що є похідним дигідропіридину, та належить до групи блокаторів кальцієвих каналів, для перорального застосування. Фелодипін уперше синтезований у лабораторії шведської компанії «Hässle» (натепер підрозділ корпорації «AstraZeneca»), на який отримано патент у 1979 році.

## Фармакологічні властивості
Фелодипін — синтетичний препарат, що є похідним дигідропіридину та належить до групи блокаторів кальцієвих каналів. Механізм дії препарату полягає у блокуванні так званих «повільних» кальцієвих каналів, уповільнюючи входження іонів кальцію в клітини та знижуючи його концентрацію в клітинах. Фелодипін має антиангінальний та антигіпертензивний ефекти, знижує тонус гладкої мускулатури судин, розширює коронарні та периферичні артерії, знижує загальний периферичний судинний опір, артеріальний тиск, практично не впливає на скоротливість міокарду, зменшує післянавантаження та потребу міокарду в кисні, покращує коронарний кровообіг та не пригнічує провідність міокарду. Фелодипін має спорідненість до кальцієвих каналів судин у 7 раз більшу, чим ніфедипін, та нижчу спорідненість до кальцієвих каналів міокарду. При застосуванні фелодипіну можливо незначне збільшення частоти серцевих скорочень. Фелодипін практично не має антиаритмічної активності. При застосуванні фелодипіну спостерігається регресія гіпертрофії лівого шлуночка, товщина міжшлуночкової перегородки та зменшення маси міокарду. Фелодипін підвищує швидкість кровотоку у нирках та має помірний сечогінний ефект. Фелодипін не впливає на концентрацію глюкози в крові та на ліпідний обмін.

### Фармакодинаміка
Фелодипін після перорального прийому швидко та добре всмоктується у шлунково-кишковому тракті, але біодоступність препарату складає лише 15—20 % у зв'язку з ефектом першого проходження через печінку. Максимальна концентрація в крові після перорального прийому досягається протягом 2,5—5 годин. Фелодипін добре зв'язується з білками плазми крові. Фелодипін у незначній кількості проникає через гематоенцефалічний бар'єр. Фелодипін незначно проникає через плацентарний бар'єр та виділяється у грудне молоко. Метаболізується препарат у печінці з утворенням як активних, так і неактивних метаболітів. Виводиться фелодипін із організму переважно із сечею у вигляді метаболітів, частково виводиться із калом. Виведення препарату із організму двофазне, у першій фазі період напіввиведення складає 4 години, у другій — 24 години, немає даних про збільшення цього часу при порушеннях функції печінки та нирок.

## Показання до застосування
Фелодипін застосовується для лікування гіпертонічної хвороби, ішемічної хвороби серця (у тому числі стенокардії Принцметала) та хвороби Рейно.

## Побічна дія
При застосуванні фелодипіну можливі наступні побічні ефекти:
- Алергічні реакції та реакції з боку шкірних покривів — рідко (0,1—1 %) висип на шкірі, свербіж шкіри; дуже рідко (0,01—0,1 %) кропив'янка, гарячка, еритема шкіри, набряк Квінке, фотодерматоз.
- З боку травної системи — рідко (0,0—1 %) нудота; дуже рідко (0,01—0,1 %) блювання, діарея або запор, біль у животі, сухість у роті, метеоризм, гіперплазія ясен, періодонтит, гінгівіт, холестаз, гепатит.
- З боку нервової системи — рідко (0,1—1 %) головний біль, головокружіння, запаморочення, підвищена втомлюваність, загальна слабкість, парестезії, дратівливість, порушення сну, депресія.
- З боку дихальної системи — рідко носова кровотеча, задишка.
- З боку серцево-судинної системи — рідко (0,1—1 %) тахікардія, посилення приступів стенокардії, артеріальна гіпотензія, периферичні набряки, приливи крові до обличчя, екстрасистолія, втрати свідомості, лейкоцитокластичний васкуліт.
- З боку сечостатевої системи — дуже рідко (0,01—0,1 %) почащення сечопуску, зниження лібідо, еректильна дисфункція.
- З боку опорно-рухового апарату — рідко (0,01 %) міалгія, артралгія, судоми м'язів.
- Порушення з боку обміну речовин — рідко гіперглікемія (частіше у хворих на цукровий діабет), збільшення маси тіла, утворення безоару.
- Зміни в лабораторних аналізах — рідко гіперглікемія, підвищення активності амінотрансфераз у крові.

## Протипоказання
Фелодипін протипоказаний при підвищеній чутливості до похідних дигідропіридину, кардіогенному шоці, нестабільній стенокардії, вираженій гіпотензії, при інфаркті міокарду, вагітності та годуванні грудьми. Фелодипін застосовується з обережністю при мітральному та аортальному стенозі, гіпертрофічній кардіоміопатії, вираженій тахікардії або брадикардії. Фелодипін не застосовується у дитячому та підлітковому віці. Фелодипін не застосовується разом із грейпфрутовим соком, оскільки грейпфрутовий сік підвищує біодоступність фелодипіну та його концентрацію в плазмі крові.

## Взаємодії
Метаболізм фелодипіну в організмі людини відбувається за допомогою ферментів цитохрому P450 CYP3A4. Цим саме шляхом метаболізується дуже велика кількість ксенобіотиків (лікарських засобів в тому числі), тому кількість варіантів взаємодії фелодипіну надзвичайно висока. Клінічно важливими є ефекти взаємодії фелодипіну з сильними або помірними інгібіторами або індукторами ферментів цитохрому P450 CYP3A4.

Інгібітори ферментів CYP3A4 сповільнюють метаболізм фелодипіну, підвищуючи його концентрацію в крові та посилюючі фармакологіні ефекти (як бажані, так і побічні). У випадках взаємодії з потужними інгібіторами CYP3A4 концентрація фелодипіну в плазмі крові може зростати на 50-800 %. Індуктори ферментів CYP3A4 навпаки - прискорюють метаболізм препарату, зменшуючи його ефективність.

До інгібіторів ферментів родини CYP3A відносяться: анти-ВІЛ противірусні (індинавір, нелфінавір, ритонавір), кларитроміцин, ітраконазол, кетоконазол, нефазодон, саквінавір, телітроміцин, апрепітант, еритроміцин, флуконазол, верапаміл, дилтіазем, циметидин (в Україні заборонений до медичного застосування), аміодарон, хлорамфенікол, делавірдин, флувоксамін, гестоден, іматиніб, мібефрадил, міфепристон, норфлоксацин, норфлуоксетин, вориконазол. 

Деякі продукти харчування також мають властивості інгібіторів CYP3A4: грейпфрут та грейпфрутовий сік, карамбола та її сік.

Індукторами ферментів CYP3A4 є: анти-ВІЛ противірусні (ефавіренз, невірапін), барбітурати, карбамазепін, глюкокортикоїди, модафиніл, окскарбазепін, фенітоїн, піоглітазон, рифабутин, рифампіцин, троглітазон.

Продукти харчування та фітозасоби, що містять звіробій, також мають властивості індуктора CYP3A4.

## Форми випуску
Фелодипін випускається у вигляді таблеток по 0,0025; 0,005 та 0,01 г. Фелодипін разом із раміприлом випускається у вигляді комбінованого препарату «Триапін» по 2,5 або 5 мг фелодипіну та 2,5 або 5 мг раміприлу.